# Río San Francisco
Río San Francisco är ett vattendrag i Guatemala.   Det ligger i departementet Departamento de Izabal, i den östra delen av landet, 260 km nordost om huvudstaden Guatemala City.